# Sport in Toscana
Lo sport in Toscana si è sviluppato ad un certo livello solo dal secondo dopoguerra in poi.

## Principali impianti sportivi

### Arezzo
- PalaCaselle di Arezzo.
- Stadio Città di Arezzo.
- Stadio Le Fonti di Monte San Savino.
- Stadio Gastone Brilli Peri di Montevarchi.
- Stadio Virgilio Fedini di San Giovanni Valdarno.
- Piscina comunale chimera nuoto di Arezzo
- Piscina comunale di Foiano della Chiana

### Firenze
- Impianto Sportivo Padovani di Firenze.
- Ippodromo delle Cascine di Firenze.
- Nelson Mandela Forum di Firenze.
- Palazzo Wanny di Firenze.
- Piscina comunale Paolo Costoli di Firenze.
- Piscina Goffredo Nannini di Firenze.
- Sede della Rari Nantes Florentia di Firenze.
- Sferisterio delle Cascine di Firenze.
- Stadio Artemio Franchi di Firenze.
- Stadio di baseball Cerreti di Firenze.
- Asics Firenze Marathon Stadium Luigi Ridolfi di Firenze.
- Golf dell'Ugolino di Bagno a Ripoli e Impruneta.
- Palasport Gaddo Cipriani di Borgo San Lorenzo.
- Stadio Giacomo Romanelli di Borgo San Lorenzo.
- Stadio Emil Zatopek di Campi Bisenzio.
- Stadio Alessandro Palatresi di Cerreto Guidi.
- Stadio Carlo Castellani di Empoli.
- Stadio Goffredo Del Buffa di Figline Valdarno.
- Stadio Filippo Corsini di Fucecchio.
- PalaRonzinello di Fucecchio
- Stadio Mediceo di Ponte a Cappiano.
- PalaScandicci di Scandicci.
- Autodromo Internazionale del Mugello di Scarperia.
- Stadio Piero Torrini di Sesto Fiorentino.

### Grosseto
- Campo Sportivo Bruno Passalacqua di Grosseto.
- Campo Sportivo Bruno Zauli di Grosseto.
- Ippodromo del Casalone di Grosseto.
- Massimo Falsetti Cricket Field di Grosseto.
- Stadio Carlo Zecchini di Grosseto.
- Stadio di baseball Roberto Jannella di Grosseto.
- Stadio di baseball Simone Scarpelli di Grosseto.
- Stadio Giampiero Combi di Albinia.
- Ippodromo della Torricella di Capalbio.
- Pala Casa Mora di Castiglione della Pescaia.
- Ippodromo dei Pini di Follonica.
- Palasport Armeni di Follonica.
- Stadio Aldo Nicoletti di Follonica.
- PalaGolfo di Follonica.
- Stadio Romeo Malservisi di Gavorrano.
- Stadio Ottorino Vezzosi di Orbetello.

### Livorno
- Campo Sportivo Banditella di Livorno.
- Circuito di Montenero di Livorno.
- Ippodromo Federico Caprilli di Livorno.
- Modigliani Forum di Livorno.
- PalaMacchia di Livorno.
- Stadio Armando Picchi di Livorno.
- Stadio Carlo Montano di Livorno.
- Stadio Loris Rossetti di Cecina.
- Stadio Magona d'Italia di Piombino.
- Piscina comunale Massimo Rosi/la bastia
- Piscina comunale Camalich

### Lucca
- Stadio Porta Elisa di Lucca.
- Campo Sportivo Bernardo Romei di Lucca.
- Stadio Comunale di Camaiore.
- Stadio Necchi Balloni di Forte dei Marmi.
- PalaForte di Forte dei Marmi
- Stadio XIX Settembre di Pietrasanta.
- Stadio Torquato Bresciani di Viareggio.
- Stadio Comunale Buon Riposo di Seravezza.
- Stadio Comunale Alessio Nardini di Castelnuovo di Garfagnana

### Massa-Carrara
- Stadio Gianpiero Vitali[1] di Massa.
- Stadio dei Marmi di Carrara.
- Stadio Luigi Quartieri di Aulla.
- Stadio Lunezia di Pontremoli.

### Pisa
- Ippodromo San Rossore di Pisa.
- Stadio Arena Garibaldi - Romeo Anconetani di Pisa.
- Stadio Stefano Messerini di Pisa.
- Velodromo Stampace di Pisa.
- Stadio Simone Redini di Cascina.
- Stadio Guido Brunner di Forcoli.
- Stadio Ettore Mannucci di Pontedera.
- Stadio Comunale di Ponsacco.
- Palasport Giancarlo Parenti di Santa Croce sull'Arno.

### Pistoia
- PalaCarrara di Pistoia.
- Stadio Marcello Melani di Pistoia.
- Stadio Germano Bellucci di Agliana.
- Stadio Alberto Benedetti di Buggiano.
- PalaTerme di Montecatini Terme.
- Ippodromo Sesana di Montecatini Terme.

### Prato
- PalaPrato di Prato.
- Stadio Lungobisenzio di Prato.
- Campo da Rugby "Chersoni" di Prato.
- Campo da Rugby "Montano" di Prato.
- Estra Forum di Poggio a Caiano.
- Palazzetto dello Sport G. Pacetti di Poggio a Caiano.

### Siena
- PalaCUS di Siena.
- PalaEstra di Siena.
- Stadio Artemio Franchi - Montepaschi Arena di Siena.
- PalaFrancioli di Colle di Val d'Elsa.
- Piscina Olimpia di Colle di Val d'Elsa.
- Stadio Gino Manni di Colle di Val d'Elsa.
- . Piscina comunale Acquacalda di Siena

## Principali società sportive

### Arti Marziali
- JudoKwai Valdelsa Colle di Val d'Elsa
- Taekyon Club Arezzo
- Samurai Club Firenze, su samuraiclub.it. URL consultato il 14 dicembre 2015 (archiviato dall'url originale il 22 dicembre 2015).

### Atletica
- ASSI Giglio Rosso di Firenze
- Atletica Firenze Marathon di Firenze
- Atletica Livorno 1950 di Livorno
- Atletica Libertas Unicusano Livorno di Livorno
- Atletica Virtus Lucca di Lucca
- Toscana Atletica Futura e  Toscana Atletica Empoli: rispettivamente i consorzi maschile e femminile delle unioni sportive delle società dei comuni di Empoli, Sesto Fiorentino, Calenzano, Lastra a Signa, Campi Bisenzio, Figline Valdarno, Montespertoli, Fucecchio, Quarrata, Uzzano, Castelfranco di Sotto, Torre del Lago Puccini, Barberino di Mugello, Buggiano, Scarperia e San Piero.[2]
- CUS Pisa di Pisa
- Centro Atletica Piombino di Piombino

### Baseball
Arezzo
- BSC Arezzo
- Salt Peanuts Arezzo BS

Firenze
- Fiorentina Baseball
- Junior Firenze Baseball Club
- Lancers Baseball Club di Lastra a Signa
- Padule Baseball di Sesto Fiorentino
- Antella Baseball Softball di Antella
- ASD Cosmos di San Casciano in Val di Pesa
- Sestese Softball Club di Sesto Fiorentino
- Baseball Chianti di Strada in Chianti

Grosseto
- Grosseto
- Grifo Grosseto Softball
- Rosemar Baseball Club
- Airone Baseball Softball di Roccastrada
- Jolly Roger Baseball Club di Castiglione della Pescaia

Livorno
- So.Ge.Se. Livorno
- Nuovo Baseball Club Livorno
- Softball Club Liburnia

Lucca
- Nuove Pantere Lucca
- Vallisneri Baseball Club

Massa e Carrara
- Associazione Baseball Club Massa Carrara

Pisa
- Baseball Softball Club Pisa

Siena
- Banca Monteriggioni Siena Baseball di Monteriggioni

### Beach soccer
- Viareggio BS
- Pisa Beach Soccer
- Livorno Beach Soccer
- Bulls Prato Beach Soccer
- Cavalieri del Mare

### Calcio a 11
Sono conteggiati i campionati di Prima Categoria, disputati a livello nazionale, dal 1912 al 1922, avendo passato il turno regionale.
| #   | Società                  | I livello | II livello | III livello | IV livello | Totale | Stagione 2025-2026 |
| --- | ------------------------ | --------- | ---------- | ----------- | ---------- | ------ | ------------------ |
| 1ª  | Fiorentina               | 90        | 7          | -           | 1          | 98     | Serie A            |
| 2ª  | Livorno                  | 29        | 27         | 36          | 10         | 102    | Serie C            |
| 3ª  | Empoli                   | 17        | 23         | 50          | 7          | 97     | Serie B            |
| 4ª  | Pisa                     | 16        | 40         | 40          | 6          | 102    | Serie A            |
| 5ª  | Lucchese                 | 9         | 24         | 47          | 17         | 97     | Eccellenza         |
| 6ª  | Siena                    | 9         | 16         | 48          | 26         | 99     | Serie D            |
| 7ª  | Pistoiese                | 2         | 23         | 40          | 21         | 86     | Serie D            |
| 8ª  | Prato                    | 1         | 15         | 53          | 31         | 100    | Serie D            |
| 9ª  | Arezzo                   | -         | 16         | 55          | 9          | 80     | Serie C            |
| 10ª | Viareggio                | -         | 10         | 22          | 34         | 66     | Eccellenza         |
| 11ª | Grosseto                 | -         | 6          | 33          | 29         | 68     | Serie D            |
| 12ª | Carrarese                | -         | 6          | 55          | 32         | 93     | Serie B            |
| 13ª | Piombino                 | -         | 3          | 14          | 18         | 35     | Promozione         |
| 14ª | Massese                  | -         | 2          | 26          | 30         | 58     | Eccellenza         |
| 15ª | Pontedera                | -         | -          | 31          | 44         | 75     | Serie C            |
| 16° | Montevarchi              | -         | -          | 27          | 32         | 59     | Serie D            |
| 17ª | Signa                    | -         | -          | 20          | 10         | 30     | Eccellenza         |
| 18ª | Sangiovannese            | -         | -          | 15          | 42         | 57     | Eccellenza         |
| 19ª | Orbetello                | -         | -          | 8           | 11         | 19     | Promozione         |
| 20ª | Rosignano Sei Rose       | -         | -          | 7           | 11         | 18     | Prima Categoria    |
| 21ª | Rondinella               | -         | -          | 5           | 19         | 24     | Eccellenza         |
| 22ª | Real Forte Querceta      | -         | -          | 5           | 7          | 12     | Eccellenza         |
| 23ª | Fucecchio                | -         | -          | 5           | 1          | 6      | Eccellenza         |
| 24ª | Colligiana               | -         | -          | 4           | 28         | 32     | Eccellenza         |
| 25ª | Montecatini              | -         | -          | 4           | 25         | 29     | inattivo           |
| 26ª | Monsummanese             | -         | -          | 4           | 10         | 14     | Promozione         |
| 27ª | Cecina                   | -         | -          | 3           | 13         | 16     | Eccellenza         |
| 28ª | Tuttocuoio               | -         | -          | 3           | 6          | 9      | Serie D            |
| 29ª | Lanciotto Campi Bisenzio | -         | -          | 3           | 1          | 4      | Eccellenza         |
| 30ª | Poggibonsi               | -         | -          | 2           | 41         | 43     | Serie D            |
| 31ª | Ponsacco                 | -         | -          | 2           | 15         | 17     | Prima Categoria    |
| 32ª | Aglianese                | -         | -          | 2           | 13         | 15     | Prima Categoria    |
| 33ª | Cascina                  | -         | -          | 2           | 4          | 6      | inattivo           |
| 34ª | Follonica Gavorrano      | -         | -          | 1           | 15         | 16     | Serie D            |
| 35ª | Pianese                  | -         | -          | 3           | 9          | 12     | Serie C            |
| 36ª | San Donato Tavarnelle    | -         | -          | 1           | 10         | 11     | Serie D            |
| 37ª | Castelfiorentino         | -         | -          | 1           | 5          | 6      | Promozione         |
| 38ª | Figline                  | -         | -          | 1           | 8          | 9      | Eccellenza         |
| 39ª | Sansepolcro              | -         | -          | -           | 22         | 22     | Serie D            |
| 40ª | Cuoiopelli               | -         | -          | -           | 13         | 13     | Promozione         |
| 41ª | Quarrata                 | -         | -          | -           | 10         | 10     | Prima Categoria    |
| 42° | Castelnuovo              | -         | -          | -           | 9          | 9      | Eccellenza         |
| 43ª | Scandicci                | -         | -          | -           | 10         | 10     | Serie D            |
| 44ª | Cerretese                | -         | -          | -           | 7          | 7      | Eccellenza         |
| 45ª | Camaiore                 | -         | -          | -           | 7          | 7      | Serie D            |
| 46ª | Sansovino                | -         | -          | -           | 5          | 5      | Eccellenza         |
| 47ª | Fortis Juventus          | -         | -          | -           | 5          | 5      | Promozione         |
| 48ª | Sestese                  | -         | -          | -           | 3          | 3      | Eccellenza         |
| 49ª | Pontassieve              | -         | -          | .           | 3          | 3      | Promozione         |
| 50ª | Borgo a Buggiano         | -         | -          | -           | 2          | 2      | Seconda Categoria  |
| 51ª | Pro Livorno              | -         | -          | -           | 2          | 2      | Eccellenza         |
| 52ª | Sangimignano             | -         | -          | -           | 1          | 1      | inattivo           |
| 53ª | Pietrasanta              | -         | -          | -           | 1          | 1      | Promozione         |

### Squadre toscane vincitrici della Serie B e promosse dal 1922
| #  | Società    | Titoli | Anno                            |
| -- | ---------- | ------ | ------------------------------- |
| 1ª | Fiorentina | 3      | 1930-1931, 1938-1939, 1993-1994 |
| 2ª | Empoli     | 3      | 2004-2005, 2017-2018, 2020-2021 |
| 3ª | Livorno    | 2      | 1932-1933, 1936-1937            |
| 4ª | Lucchese   | 2      | 1935-1936, 1946-1947 B          |
| 5ª | Pisa       | 2      | 1984-1985, 1986-1987            |
| 6ª | Siena      | 1      | 2002-2003                       |

### Squadre toscane vincitrici della Serie C e promosse dal 1930
| #   | Società   | Titoli | Anno                                                             |
| --- | --------- | ------ | ---------------------------------------------------------------- |
| 1ª  | Prato     | 6      | 1940-1941, 1945-1946, 1948-1949, 1956-1957, 1959-1960, 1962-1963 |
| 2ª  | Arezzo    | 4      | 1965-1966, 1968-1969, 1981-1982, 2003-2004                       |
| 3ª  | Siena     | 3      | 1934-1935, 1937-1938, 1999-2000                                  |
| 4ª  | Livorno   | 3      | 1963-1964, 2001-2002, 2017-2018                                  |
| 5ª  | Lucchese  | 2      | 1933-1934, 1960-1961                                             |
| 6ª  | Viareggio | 1      | 1932-1933                                                        |
| 7ª  | Piombino  | 1      | 1950-1951                                                        |
| 8ª  | Pisa      | 1      | 1964-1965                                                        |
| 9ª  | Massese   | 1      | 1969-1970                                                        |
| 10ª | Pistoiese | 1      | 1976-1977                                                        |
| 11ª | Empoli    | 1      | 1982-1983                                                        |
| 12ª | Grosseto  | 1      | 2006-2007                                                        |

### Squadre toscane vincitrici della Serie D e promosse dal 1948
| #   | Società               | Titoli | Anno                                                  |
| --- | --------------------- | ------ | ----------------------------------------------------- |
| 1ª  | Viareggio             | 5      | 1959-1960, 1967-1968, 1989-1990, 1996-1997, 2006-2007 |
| 2ª  | Pontedera             | 4      | 1949-1950, 1966-1967, 1981-1982, 2011-2012            |
| 3ª  | Pistoiese             | 4      | 1958-1959, 1974-1975, 1990-1991, 2013-2014            |
| 4ª  | Grosseto              | 4      | 1960-1961, 1972-1973, 1994-1995, 2019-2020            |
| 5ª  | Lucchese              | 4      | 1968-1969, 2008-2009, 2013-2014, 2019-2020            |
| 6ª  | Montevarchi           | 4      | 1969-1970, 1971-1972, 1983-1984, 2020-2021            |
| 7ª  | Carrarese             | 3      | 1952-1953, 1962-1963, 1977-1978                       |
| 8ª  | Siena                 | 3      | 1955-1956, 1975-1976, 2014-2015                       |
| 9ª  | Massese               | 3      | 1964-1965, 1982-1983, 2003-2004                       |
| 10ª | Sangiovannese         | 3      | 1970-1971, 1973-1974, 1999-2000                       |
| 11ª | Prato                 | 2      | 1953-1954,1976-1977                                   |
| 12ª | Arezzo                | 2      | 1957-1958, 2022-2023                                  |
| 13ª | Empoli                | 2      | 1960-1961, 1962-1963                                  |
| 14ª | Poggibonsi            | 2      | 1987-1988, 2000-2001                                  |
| 15ª | Pisa                  | 2      | 1995-1996, 2009-2010                                  |
| 16ª | Gavorrano             | 2      | 2009-2010, 2016-2017                                  |
| 17ª | Pianese               | 2      | 2018-2019, 2023-2024                                  |
| 18ª | Signa                 | 1      | 1948-1949                                             |
| 19ª | Lanciotto             | 1      | 1950-1951                                             |
| 20ª | Rosignano Solvay      | 1      | 1961-1962                                             |
| 21ª | Pietrasanta           | 1      | 1978-1979                                             |
| 22ª | Cuoiopelli            | 1      | 1985-1986                                             |
| 23ª | Cecina                | 1      | 1987-1988                                             |
| 24ª | Ponsacco              | 1      | 1988-1989                                             |
| 25ª | Rondinella            | 1      | 1998-1999                                             |
| 26ª | Castelnuovo           | 1      | 1998-1999                                             |
| 27ª | Aglianese             | 1      | 2001-2002                                             |
| 28ª | Cappiano Romaiano     | 1      | 2002-2003                                             |
| 29ª | Figline               | 1      | 2007-2008                                             |
| 30ª | Tuttocuoio            | 1      | 2012-2013                                             |
| 31ª | San Donato Tavarnelle | 1      | 2021-2022                                             |
| 32ª | Livorno               | 1      | 2024-2025                                             |

#### Altre società
- Forcoli

#### Livello Calcio a 11
| Livello      | Società nel 2025-2026 |
| ------------ | --- |
| Serie A      | Fiorentina ; Pisa |
| Serie B      | Carrarese; Empoli |
| Serie C      | Arezzo; Livorno; Pianese; Pontedera |
| Serie D      | Camaiore; Follonica Gavorrano; Grosseto; Pistoiese; Poggibonsi; Montevarchi; Prato; San Donato Tavarnelle; Sansepolcro; Scandicci; Siena; Tuttocuoio                                                            |
| Eccellenza   | Lanciotto Campi Bisenzio; Castelnuovo; Cecina; Cerretese; Colligiana; Figline; Fucecchio; Lucchese; Massese; Pro Livorno; Real Forte Querceta; Rondinella; Sangiovannese; Sansovino; Sestese; Signa; Viareggio; |
| Promozione   | Castelfiorentino; Cuoiopelli; Fortis Juventus; Monsummanese; Orbetello; Piombino; Pietrasanta; Pontassieve; |
| 1ª Categoria | Aglianese; Forcoli; Ponsacco; Quarrata; Rosignano Sei Rose; |
| 2ª Categoria | Borgo a Buggiano; |
| 3ª Categoria | |

#### Società scomparse
- Armando Picchi
- Aullese
- CS Firenze
- CuoioCappiano
- Firenze FBC
- Follonica
- Florence
- Itala Firenze
- Libertas Firenze
- SPES Livorno
- Montecatini
- SGEM Villafranca
- Vincenzo Benini
- Virtus Juventusque
- Gerbi Pisa
- Pisa Football Club

### Calcio femminile
- ACF Fiorentina

#### Società scomparse
- ACF Firenze
- Agliana Calcio Femminile
- Florentia San Gimignano

### Calcio a 5
- Firenze
- Atlante Grosseto
- Bulls Prato Calcio a 5
- Poggibonsese
- CDP Coiano C5
- Città di Massa
- CUS Pisa
- Pistoia
- Futsal Sangiovannese
- Isolotto Femminile
- Lastrigiana Calcio a 5
- Prato

### Canoa polo
- CC Firenze
- Canottieri Pisa
- Canoa San Miniato

### Cricket
- Maremma Cricket Club
- Arezzo Cricket Club

### Dodgeball
- Empoli Swarm ASD
- Firenze Goblins
- San Martino Dodgeball Foiano della Chiana
- Sportingalleno ASD

### Football americano
- Guelfi Firenze
- Condor Grosseto
- Etruschi Pontedera
- Etruschi Livorno
- Storms CUS Pisa

### Ginnastica artistica
- Ginnastica Giglio

### Golf
- Golf Club Colle di Val d'Elsa

### Hockey su pista
- Castiglione
- Follonica
- Forte dei Marmi
- CP Grosseto
- Prato 1954
- Siena
- CGC Viareggio
- Pumas Viareggio
- SPV Viareggio

### Hockey su prato
- Hockey Club Pistoia
- CUS Pisa Hockey

### Hockey in-line
- Hockey Empoli
- In Line Versilia

### Korfball
- Carrara Korfball

### Nuoto
- Polisportiva Olimpia di Colle di Val d'Elsa
- Siena Nuoto UISP

### Pallacanestro

#### Pallacanestro maschile
| #  | Società               | I livello | II livello | III livello | IV livello | Totale | Stagione 2024-2025     |
| -- | --------------------- | --------- | ---------- | ----------- | ---------- | ------ | ---------------------- |
| 1  | Mens Sana Siena       | 28        | 21         | 21          | 2          | 72     | Serie B Interregionale |
| 2  | Libertas Livorno 1947 | 17        | 10         | 13          | -          | 40     | Serie A2               |
| 3  | Pistoia Basket        | 9         | 9          | 5           | 2          | 25     | Serie A                |
| 4  | Olimpia Pistoia       | 7         | 5          | 3           | -          | 15     | inattivo               |
| 5  | S.C. Montecatini      | 6         | 13         | 13          | 1          | 33     | inattivo               |
| 6  | Basket Livorno        | 6         | 7          | 2           | -          | 15     | inattivo               |
| 7  | Pielle Livorno        | 4         | 14         | 17          | 8          | 43     | Serie B Nazionale      |
| 8  | Pall. Firenze         | 3         | 6          | 20          | -          | 29     | inattivo               |
| 9  | LP Livorno            | 3         | -          | -           | -          | 3      | inattivo               |
| 10 | GUF Livorno           | 3         | -          | -           | -          | 3      | inattivo               |
| 11 | Vela Viareggio 1946   | 2         | 8          | 12          | 18         | 40     | Divisione Regionale 1  |
| 12 | GUF Firenze           | 1         | -          | -           | -          | 1      | inattivo               |
| 13 | Virtus Siena          | -         | -          | 16          | 10         | 25     | Serie B Interregionale |
| 14 | Basket Cecina         | -         | -          | 14          | 1          | 15     | Serie B Interregionale |
| 15 | Don Bosco Livorno     | -         | -          | 5           | 7          | 12     | Serie C Gold           |
| 16 | LL Livorno            | -         | -          | 1           | 6          | 7      | Divisione Regionale 2  |

Altre società rilevanti:
- Golfo Piombino Serie B Nazionale
- Pall. Montecatini Serie B Nazionale
- Herons Montecatini Serie B Nazionale
- San Giobbe Chiusi Serie B Nazionale
- Basket ABC Castelfiorentino B Interr.
- Basketball Lucca B Interr.
- Costone Siena B Interr.
- Basket Quarrata B Interr.
- Basket San Miniato B. Interr.
- Basket Arezzo B. Interr.
- Basket Empoli B Interr.

#### Pallacanestro femminile
- Florence Basket
- Girls Basket Livorno
- Basket Femminile Le Mura Lucca
- Juventus Basket Pontedera
- Pallacanestro Costone Siena
- Baloncesto Basket Firenze
- Pallacanestro Femminile Viareggio

### Pallavolo
- Scandicci
- Firenze
- CUS Siena
- Lupi Santa Croce
- Tomei Livorno
- Invicta
- Rinascita Firenze
- Sestese
- CUS Pisa
- Pistoia
- CUS Firenze
- Volley Cecina
- UPC Volley Camaiore
- Era Volley Pontedera
- Arno Volley Castelfranco

### Pallamano

#### Pallamano maschile
- Prato Serie B
- Ambra Serie A2
- Pallamano Firenze
- Fiorentina Serie A2
- Siena Serie A
- Pallamano Livorno
- Pallamano Calenzano Serie B
- Libertas La Torre Firenze Serie B
- Tavarnelle Serie B e Serie C
- Pallamano Mugello
- A.S. Pallamano Carrara 2004 Serie B
- Petrarca Arezzo Serie B
- Follonica Serie A2
- Grosseto Serie B
- US Olimpic Massa Marittima Serie B
- Pallamano Montecarlo Serie B
- GS Pallamano Scarperia Serie B

#### Pallamano femminile
- Pallamano Grosseto Serie A2 fem.
- Pallamano Azzurra Prato
- Pallamano Mugello

### Pallanuoto

#### Pallanuoto maschile
- Rari Nantes Florentia 9 scudetti, 1 Coppa delle Coppe e 1 Coppa Italia
- Fiorentina Nuoto
- Firenze
- Livorno
- Versilia Sport ASD
- Torre N. Pallanuoto Pontassieve
- Siena pallanuoto UISP
- Futura Nuoto Prato
- Azzurra Nuoto Prato
- Polisportiva Amatori Prato

#### Pallanuoto femminile
- Fiorentina Waterpolo 1 scudetto (2007) e 1 Coppa Campioni (2007)
- Rari Nantes Florentia
- Firenze Pallanuoto
- Cavalieri Nuoto Prato

### Pattinaggio

#### Pattinaggio Freestyle
- A.S.D L'Acquario altopascio
- A.S.D LuccaRollerClub
- A.S.D Vada Pattinaggio

### Rugby
- Vasari Arezzo
- Firenze 1931
- Firenze RC
- Livorno
- I Cavalieri
- Rugby Lucca
- Rugby Lunigiana ASD
- Pontedera Bellaria Rugby
- Empoli Rugby

#### Rugby femminile
- Rhinogirls Sesto

### Tchoukball
- Wallers Empoli, su wallers.it. URL consultato il 14 dicembre 2015 (archiviato dall'url originale il 22 dicembre 2015).

### Tuffi
- Polisportiva Olimpia Colle di Val d'Elsa

## Manifestazioni Sportive
- Torneo di Viareggio detto anche Coppa Carnevale
- Monte Paschi Eroica
- Motocavalcata Colle di Val d'Elsa-Follonica
- Gran Fondo della Vernaccia di ciclismo

## Eventi internazionali
- Gran Premio motociclistico d'Italia